# 1772 az irodalomban
Az 1772. év az irodalomban.

## Megjelent új művek

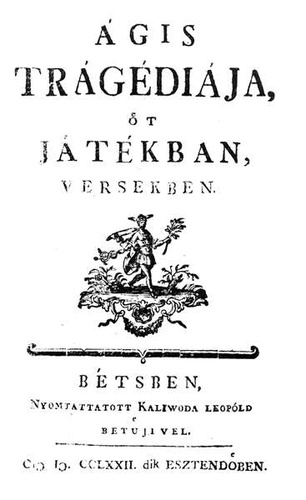
Ágis tragédiája (címlap)

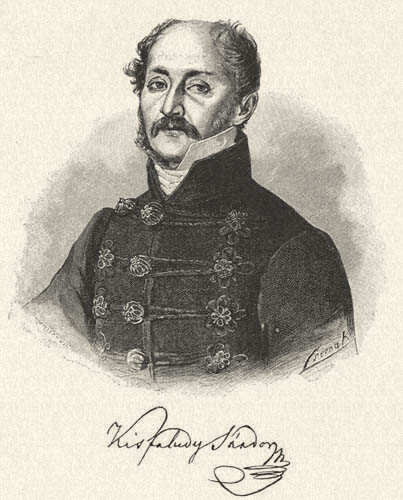
Kisfaludy Sándor

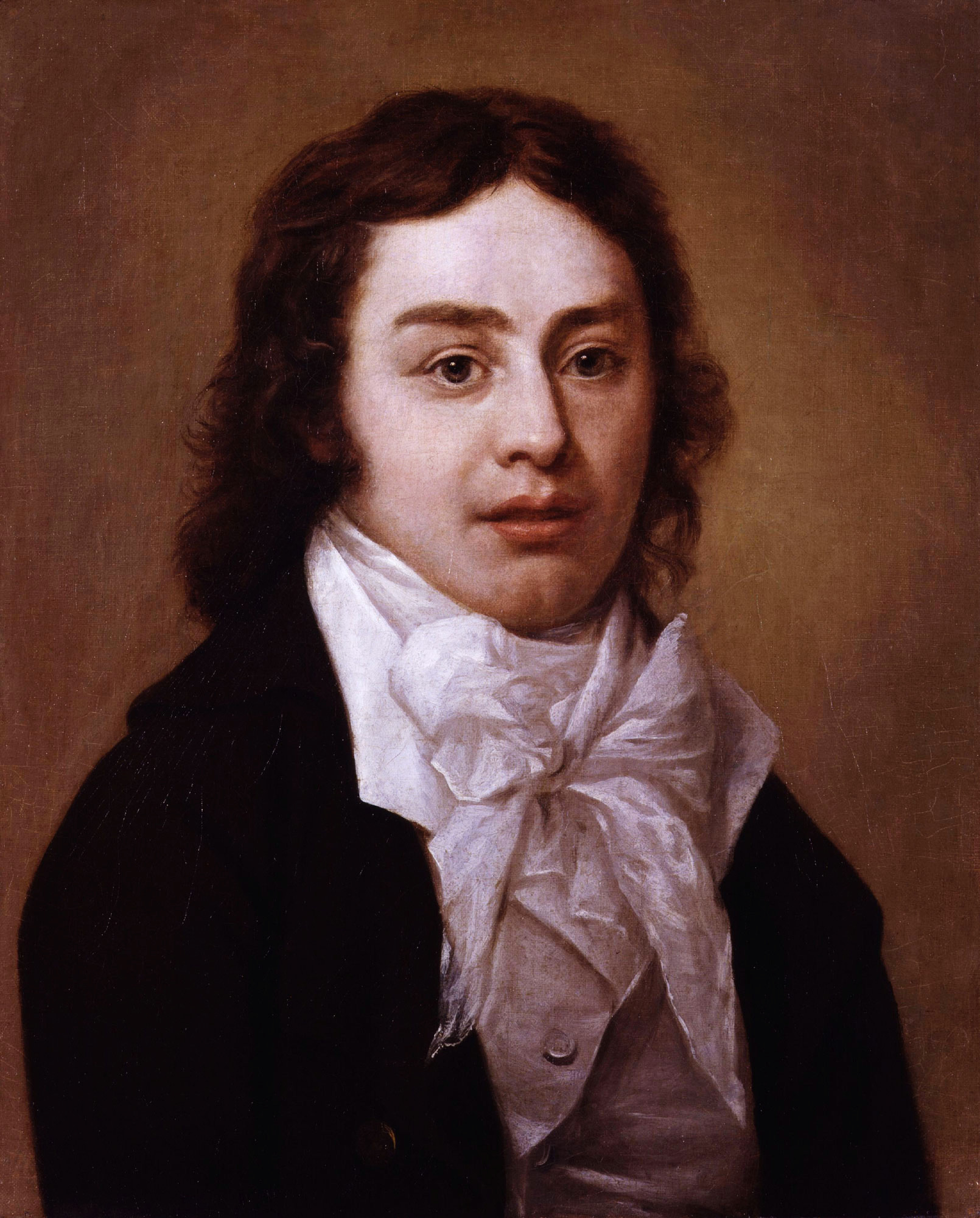
Samuel Taylor Coleridge

- A 28. kötettel befejeződik a nagy francia Enciklopédia kiadása (az első kötet 1751-ben jelent meg).
- Carlo Gozzi olasz író szatirikus eposza: La Marfisa bizzarra (A szeszélyes Marfisa).[1]

### Dráma
- Lessing tragédiája: Emilia Galotti (bemutató)
- Johan Herman Wessel norvég drámaíró tragédia-paródiája: Kierlighed uden Strømper (Szerelem harisnya nélkül).[1]

### Magyar irodalom
- Az évet a magyar irodalomtörténet korszakhatárnak tekinti. Ekkor jelennek meg Bécsben Bessenyei György első művei; sorrendben:[2]
  - Hunyadi László tragédiája (dráma).
  - Az embernek próbája címen az angol Alexander Pope Essay on Man című filozófiai tankölteményének fordítása, illetve "magyarítása" (franciából).
  - Eszterházi vigasságok.
  - Ágis tragédiája (dráma, az év végén jelent meg).
- Megjelenik Mészáros Ignác németből magyarra átültetett heroikus regénye, a Kartigám (Pozsony).
- Kolozsvárott napvilágot lát Pierre Corneille Cid című drámájának első magyar fordítása (Czid), Teleki Ádám munkája.[3]

## Születések
- március 10.– Friedrich von Schlegel filozófus, író, kritikus († 1829)
- május 2. – Novalis német költő, író, a romantika képviselője († 1801)
- szeptember 27. – Kisfaludy Sándor magyar költő, drámaíró († 1844)
- október 21. – Samuel Taylor Coleridge angol költő, kritikus, filozófus, az ún. tavi költők egyike († 1834)

## Halálozások
- június 22. – François-Vincent Toussain francia író, fordító, enciklopédista (* 1715)
- november 26. – Lázár János barokk kori magyar író, fordító (* 1703)